# Alexander Siegmund
Alexander Siegmund (* 21. Juni 1968 in Hüfingen) ist seit 2006 Professor für Physische Geographie und ihre Didaktik an der Pädagogischen Hochschule Heidelberg.
Siegmund studierte Wirtschaftspädagogik und Geographie in Mannheim. 1997 promovierte Siegmund über ein regionalklimatisches Thema bei Peter Frankenberg. Von 2002 bis 2005 war er Professor für Geographie und ihre Didaktik an der Pädagogischen Hochschule Karlsruhe. Alexander Siegmund zählt zusammen mit Dieter Anhuf, Martin Kappas und Christophe Neff zu den akademischen Schülern von Peter Frankenberg. Er gilt als profunder Kenner der physischen Geographie der Baar.
Bekannt und weit verbreitet ist die Klimaklassifikation nach Siegmund & Frankenberg.

## Publikationen (Auswahl)
- 1995: Die Klimatypen der Erde – ein computergestützter Klassifikationsentwurf unter besonderer Berücksichtigung didaktischer Aspekte. Materialien zur Geographie, H. 28, Selbstverlag des Geographischen Instituts der Universität Mannheim, Mannheim, ISBN 3-923750-58-7.
- 1999: Das Klima der Baar – Regionalklimatische Untersuchungen einer Hochmulde zwischen Schwarzwald und Schwäbischer Alb (Dissertation). Mannheimer Geographische Arbeiten, H. 51, Selbstverlag des Geographischen Instituts der Universität Mannheim, Mannheim, ISBN 3-923750-78-1.
- 2006: Faszination Baar – Porträts aus Natur und Landschaft. 2. überarb. und erw. Aufl., Verlag der Morys Hofbuchhandlung, ISBN 978-3-9802492-2-5.